# Latinsk Wikipedia
Latinsk Wikipedia (latin: Vicipaedia Latina,  dansk: den latinsksprogede Wikipedia) er den latinsksprogede  version af det verdensomspændende encyklopædi-projekt Wikipedia. Latinsk Wikipedia blev lanceret maj 2002.
Vicipaedia Latina er den første og største Wikipedia i et "dødt sprog".
Pr. torsdag den 27. marts 2025 har den latinsksprogede Wikipedia 139.998 artikler, 148 aktive bidragydere og 21 administratorer.

## Gallery
- 100.000 artikler 
 (18. dec. 2013)
- Latinsk klistermærke